# Age of Empires Online
Age of Empires Online (abreujat AoEO) és un videojoc d'estratègia en temps real per a ús en ordinador, desenvolupat inicialment per l'empresa Robot Entertainment, actualment per Gas Powered Games i publicat per Microsoft. El joc, va ser anunciat per primera vegada en Gamescom de 2010. Va ser llançat el 16 agost 2011 exclusivament per distribució digital. És el primer joc de la sèrie Age of Empires ofert per Games for Windows - Live, a més és el primer joc de l'empresa Robot Entertainment, empresa creada pel fundador de l'extinta Ensemble Studios, creadora original de la sèrie Age of Empires i Halo Wars.
El 3 de gener de 2013 Microsoft va deixar de desenvolupar el joc i l'1 de juliol de 2014 es va tancar el servei donat que el contingut era massa costós de mantenir. El 2017, Age of Empires Online es va restablir per un grup independent de desenvolupadors amb el kit de desenvolupament publicat per Microsoft per al joc i està allotjat en un emulador de servidor conegut com a Project Celeste. El joc es pot jugar de forma gratuïta en mode de jugador i multijugador amb totes les funcions en línia completament habilitades. La civilització romana es va finalitzar i es va llançar el 14 de març de 2021.
Amb el joc 0 A.D. tè el seu equivalent o competidor de programari lliure i de codi obert.